# 八幡西警察署
八幡西警察署（やはたにしけいさつしょ）は、福岡県警察が管轄する警察署の一つで、北九州地区に属す。

## 概要
北九州市の副都心である黒崎地区を抱える警察署である。署長の階級は警視。

## 所在地
- 福岡県北九州市八幡西区東王子町2番1号

## 管轄区域
- 北九州市八幡西区（折尾警察署管内を除く東部区域）

## 沿革
- 1986年（昭和61年）11月1日 - 八幡警察署を八幡東警察署および八幡西警察署に分割して発足。

## 組織
- 総務課
- 会計課
- 交通課
- 生活安全課
- 刑事第一課
- 刑事第二課
- 留置管理課
- 地域課
- 警備課

## 警部交番
- 黒崎警部交番 - 北九州市八幡西区岡田町1-48

## 交番
- 熊西交番 - 北九州市八幡西区熊西一丁目3-2
- 穴生交番 - 北九州市八幡西区鷹の巣三丁目1-6
- 市瀬交番[1] - 北九州市八幡西区割子川一丁目3-10
- 三ケ森交番 - 北九州市八幡西区里中一丁目6-48
- 町上津役交番 - 北九州市八幡西区町上津役西三丁目1-27
- 香月交番 - 北九州市八幡西区香月中央三丁目1-3
- 木屋瀬交番 - 北九州市八幡西区木屋瀬二丁目26-8